# Pommiers (Aisne)
Pommiers és un municipi francès situat al departament de l'Aisne i a la regió dels Alts de França. L'any 2007 tenia 622 habitants.

## Demografia

### Població
El 2007 la població de fet de Pommiers era de 622 persones. Hi havia 248 famílies de les quals 48 eren unipersonals (16 homes vivint sols i 32 dones vivint soles), 112 parelles sense fills, 80 parelles amb fills i 8 famílies monoparentals amb fills.
La població ha evolucionat segons el següent gràfic:
Habitants censats

### Habitatges
El 2007 hi havia 275 habitatges, 257 eren l'habitatge principal de la família, 9 eren segones residències i 10 estaven desocupats. 261 eren cases i 13 eren apartaments. Dels 257 habitatges principals, 217 estaven ocupats pels seus propietaris, 36 estaven llogats i ocupats pels llogaters i 4 estaven cedits a títol gratuït; 2 tenien una cambra, 7 en tenien dues, 21 en tenien tres, 85 en tenien quatre i 142 en tenien cinc o més. 178 habitatges disposaven pel capbaix d'una plaça de pàrquing. A 114 habitatges hi havia un automòbil i a 129 n'hi havia dos o més.

### Piràmide de població
La piràmide de població per edats i sexe el 2009 era:
| Homes | Edats   | Dones |
| ----- | ------- | ----- |
| 0     | 95 o +  | 0     |
| 0     | 90 a 94 | 4     |
| 0     | 85 a 89 | 8     |
| 0     | 80 a 84 | 12    |
| 12    | 75 a 79 | 0     |
| 16    | 70 a 74 | 4     |
| 12    | 65 a 69 | 16    |
| 20    | 60 a 64 | 24    |
| 28    | 55 a 59 | 12    |
| 36    | 50 a 54 | 20    |
| 40    | 45 a 49 | 60    |
| 24    | 40 a 44 | 16    |
| 16    | 35 a 39 | 20    |
| 8     | 30 a 34 | 8     |
| 16    | 25 a 29 | 0     |
| 12    | 20 a 24 | 12    |
| 48    | 15 a 19 | 28    |
| 24    | 10 a 14 | 16    |
| 8     | 5 a 9   | 4     |
| 4     | 0 a 4   | 8     |

## Economia
El 2007 la població en edat de treballar era de 423 persones, 294 eren actives i 129 eren inactives. De les 294 persones actives 277 estaven ocupades (154 homes i 123 dones) i 18 estaven aturades (9 homes i 9 dones). De les 129 persones inactives 66 estaven jubilades, 23 estaven estudiant i 40 estaven classificades com a «altres inactius».

### Ingressos
El 2009 a Pommiers hi havia 251 unitats fiscals que integraven 615 persones, la mediana anual d'ingressos fiscals per persona era de 20.184 €.

### Activitats econòmiques
Dels 24 establiments que hi havia el 2007, 2 eren d'empreses extractives, 1 d'una empresa alimentària, 1 d'una empresa de fabricació de material elèctric, 1 d'una empresa de fabricació d'altres productes industrials, 6 d'empreses de construcció, 3 d'empreses de comerç i reparació d'automòbils, 1 d'una empresa de transport, 1 d'una empresa d'hostatgeria i restauració, 4 d'empreses de serveis, 1 d'una entitat de l'administració pública i 3 d'empreses classificades com a «altres activitats de serveis».
Dels 8 establiments de servei als particulars que hi havia el 2009, 1 era una oficina de correu, 1 paleta, 1 guixaire pintor, 1 lampisteria, 3 electricistes i 1 restaurant.
L'únic establiment comercial que hi havia el 2009 era una fleca.
L'any 2000 a Pommiers hi havia 5 explotacions agrícoles.

## Equipaments sanitaris i escolars
El 2009 hi havia una escola elemental.

## Poblacions més properes
El següent diagrama mostra les poblacions més properes.